# Luc-Armau
Luc-Armau ist eine französische Gemeinde mit 106 Einwohnern (Stand 1. Januar 2022) im Département Pyrénées-Atlantiques in der Region Nouvelle-Aquitaine (vor 2016: Aquitanien). Die Gemeinde gehört zum Arrondissement Pau und zum Kanton Terres des Luys et Coteaux du Vic-Bilh (bis 2015: Kanton Lembeye).

## Geographie
Luc-Armau liegt ca. 35 km nordöstlich von Pau in der Region Vic-Bilh der historischen Provinz Béarn am nordöstlichen Rand des Départements und grenzt an das benachbarten Département Hautes-Pyrénées.
Umgeben wird Luc-Armau von den Nachbargemeinden:
| Lembeye          | Bassillon-Vauzé                             |                           |
| Peyrelongue-Abos | Kompassrose, die auf Nachbargemeinden zeigt | Vidouze (Hautes-Pyrénées) |
| Lucarré          | Bentayou-Sérée                              |                           |

Luc-Armau liegt im Einzugsgebiet des Flusses Adour.
Der Larcis, ein Nebenfluss des Lées, entspringt auf dem Gebiet der Gemeinde. Zwei Nebenflüsse des Louet, der Ruisseau de Peyroulet und der Ruisseau de Lissarre, durchströmen ebenfalls die Gemeinde.

## Geschichte
Seit dem 12. Jahrhundert unterstanden Luc und Armau einer Komturei des Malteserordens, die vor 1540 an Caubin und Morlaàs angegliedert wurde. Der Kommandeur und gleichzeitig Grundherr von Luc-Armau hatte Zugang zu der Ständeversammlung des Béarn. 1381 vereinigten sich die beiden Dörfer Luc und Armau unter einer Grundherrschaft. Bei der Volkszählung im Jahre 1385 wurden in Luc vier, in Armau ein einziger Haushalt gezählt, Luc unter der Bailliage von Montaner, Armau unter der des Erzpriestertums von Lembeye. Trotz der moderaten Größe der Dörfer in jener Zeit erlangten sie im Mittelalter eine gewisse Bedeutung durch den Verlauf eines der Pilgerwege nach Santiago de Compostela durch die Gemeinden, der wahrscheinlich der Trasse einer ehemaligen Römerstraße von Beneharnum (Lescar) nach Augusta Auscorum (Auch) folgt. Die ehemaligen Gemeinden Luc und Armau vereinigten sich im Jahre 1831 offiziell zur neuen Gemeinde Luc-Armau.
Toponyme und Erwähnungen von Luc waren:
- l’espitau deu Luc (1385, Volkszählung im Béarn, Blatt 62),
- Lucq (1750 und 1793, Karte von Cassini bzw. Notice Communale) und
- Luc (1801, Bulletin des lois).[3][4][5]

Toponyme und Erwähnungen von Armau waren:
- Hermau (14. Jahrhundert, Volkszählung im Béarn),
- Armau (1750, Karte von Cassini),
- Arman (1793, Notice Communale) und
- Armau (1801, Bulletin des lois).[3][4][6]

### Einwohnerentwicklung
Nach einem Höchststand der Einwohnerzahl in der ersten Hälfte des 19. Jahrhunderts von rund 400 reduzierte sich die Zahl bei kurzen Erholungsphasen bis zu den 1990er Jahren auf ein Niveau von rund 100 Einwohnern. Erst in den letzten Jahren setzte ein leichtes Wachstum der Gemeinde ein.
| Jahr      | 1962 | 1968 | 1975 | 1982 | 1990 | 1999 | 2006 | 2009 | 2022 |
| --------- | ---- | ---- | ---- | ---- | ---- | ---- | ---- | ---- | ---- |
| Einwohner | 126  | 125  | 121  | 110  | 106  | 105  | 106  | 110  | 106  |

## Sehenswürdigkeiten
- Pfarrkirche in Luc, geweiht dem heiligen Blasius. Eine Pfarrkirche wurde bereits seit dem 11. Jahrhundert erwähnt, das ursprüngliche Gebäude der heutigen Kirche datiert aus der zweiten Hälfte des 12. Jahrhunderts. Sie unterstand der Komturei des Malteserordens, das sich gegenüber befand. Trotz zahlreicher Umgestaltungen im 18. und 19. Jahrhundert hat die Kirche einzelne Elemente aus der Ursprungsepoche behalten. Das südliche Seitenschiff ist 1642 angefügt worden, wie eine Inschrift auf dem Schlussstein eines Bogens belegt. Der Glockenturm wurde 1724 umgestaltet, das nördliche Seitenschiff im Jahre 1816 restauriert oder neu gebaut. Chor und Sakristei sind 1858 nach Plänen des Architekten Poublan aus Pau neu gebaut worden. Zehn Doppelkapitelle, die vermutlich aus einem alten Kloster stammen, sind im nördlichen Seitenschiff neu eingesetzt worden. Viele Ausstattungsgegenstände stammen aus dem 17. bis 19. Jahrhundert und sind als nationale Kulturgüter registriert.[9][10]

- Pfarrkirche in Armau, geweiht dem Apostel Johannes. Die Kirche ist im 17. Jahrhundert am Friedhof von Armau neu errichtet, im 18. Jahrhundert umgebaut worden. Das einschiffige Langhaus besitzt einen Glockengiebel. Viele Ausstattungsgegenstände stammen aus dem 17. bis 19. Jahrhundert und sind als nationale Kulturgüter registriert.[11]

- Ehemalige Komturei des Malteserordens. Das Hospital zur Pflege von vorbeikommenden Pilgern auf ihrem Weg nach Santiago de Compostela wurde 1557 zerstört, Schloss und Komturei stellten in der Folge nicht mehr den Sitz des Kommandeurs dar. Zu Beginn des 18. Jahrhunderts ließ der Kommandeur Charles de Marquein de Rochefort das heutige Gebäude als Landgut wieder errichten. Von der ehemaligen Komturei sind die beiden runden Türme übrig geblieben, die den Wohntrakt einrahmen, die Fensteröffnungen der ersten Etage, die Dachfenster aus dem 16. Jahrhundert und ein Wappen auf der Eingangstür.[12]

- Schloss von Armau. Ein einfaches Schloss ist im 16. und 17. Jahrhundert auf einer strategischen Stelle auf einer Anhöhe an der Grenze zum Bigorre von der Adelsfamilie Germenaud Lassède errichtet worden. Auf der Karte von Cassini ist es als „Germenaut“ eingetragen. Im 19. Jahrhundert und gegen 1900 ist das Schloss umgebaut worden. Vom ursprünglichen Bau sind die beiden rechteckigen Türme erhalten, die den Wohntrakt einschließen. Das Schloss besitzt heute die Funktion eines Bauernhofs. Ein Taubenschlag aus dem 17. Jahrhundert ist wie das Schloss gegen Ende des 19. Jahrhunderts stark umgestaltet worden. Der hexagonale Bau ruht auf sieben Säulen aus Sandstein und erweckt den Eindruck eines Schweizer Chalets mit seinen sechs Giebelfassaden.[13][14]

## Wirtschaft und Infrastruktur
Die Landwirtschaft ist traditionell der wichtigste Wirtschaftsfaktor der Gemeinde.

### Verkehr
Luc-Armau wird durchquert von den Routes départementales 224 und 943, der ehemaligen Route nationale 643.